# Haloceras mediocostata
Haloceras mediocostata is een slakkensoort uit de familie van de Haloceratidae. De wetenschappelijke naam van de soort is voor het eerst geldig gepubliceerd in 1896 door Dautzenberg & H. Fischer.